# Tireo
Tireo (en griego, Θυραῖον) fue una antigua ciudad griega situada en Arcadia.
Según la mitología griega, la ciudad fue fundada por Tireo, hijo de Licaón.
Pausanias indica estaba situada a quince estadios de Paroria, y que entre Tireo e Hipsunte la tierra era montañosa y llena de animales salvajes, pero que la ciudad estaba en ruinas en su tiempo.
Se ha sugerido que debió estar ubicada en el lugar donde actualmente se encuentra la localidad de Paulia.